# 稲茂登三郎

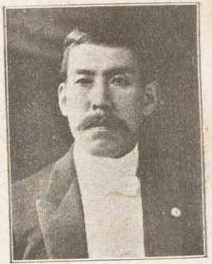
稲茂登三郎

稲茂登 三郎（いなもと さぶろう、1866年3月25日（慶応2年2月9日） - 1936年（昭和11年）3月1日）は、日本の政治家、衆議院議員（2期）。

## 経歴
東京都出身。群馬県中学校（現・群馬県立前橋高等学校）卒。東京市会議員、同参事会員、東京商業会議所議員のほか、帝国火災保険株式会社取締役他数社の重役となった。
1908年の第10回衆議院議員総選挙において東京市選挙区から無所属で立候補して当選した。1912年の第11回衆議院議員総選挙でも再選した。衆議院議員を2期務め、1915年の第12回衆議院議員総選挙には出馬しなかった。1936年に死去した。墓所は多磨霊園。

## 親族・親戚
- 木暮武太夫 (1860年生の政治家)
- 岡崎正也